# Halk Bankası Spor Kulübü 2023-2024 (pallavolo maschile)
Questa voce raccoglie le informazioni riguardanti l'Halk Bankası Spor Kulübü nelle competizioni ufficiali della stagione 2023-2024.

## Stagione
L'Halk Bankası Spor Kulübü non utilizza alcuna denominazione sponsorizzata nella stagione 2023-24.
In Efeler Ligi ottiene un primo posto al termine della regular season, andando poi a conquistare il suo decimo scudetto, battendo nella finale dei play-off il Fenerbahçe. Conquista anche la sua nona Coppa di Turchia, in questo caso sconfiggendo in finale l'Arkas, mentre esce sconfitto nella finale di Supercoppa turca contro lo Ziraat Bankası.
In ambito internazionale è di scena in Champions League, dove si spinge fino ai quarti di finale, eliminato dagli italiani della Lube. Partecipa anche al campionato mondiale per club, dove viene sconfitto in semifinale dalla Sir Safety Perugia e perde anche la finale per il terzo posto contro i Suntory Sunbirds.

## Organigramma societario
Area direttiva
- Presidente: Osman Arslan

Area tecnica
- Allenatore: Slobodan Kovač
- Allenatore in seconda: Burak Dirier
- Assistente allenatore: Çağlar Dayı
- Scoutman: Ali Rıza Metin

## Rosa
| N° | Nome             | Ruolo | Data di nascita   | Nazionalità sportiva |
| -- | ---------------- | ----- | ----------------- | -------------------- |
| 1  | Aslan Ekşi       | P     | 14 maggio 1989    | Turchia              |
| 2  | John Perrin      | S     | 17 agosto 1989    | Canada               |
| 4  | Deniz İvgen      | L     | 18 maggio 1998    | Turchia              |
| 5  | Marko Matić      | C     | 22 maggio 1995    | Turchia              |
| 6  | Hüseyin Duman    | P     | 21 maggio 1993    | Turchia              |
| 7  | Yiğit Aslan      | S     | 28 maggio 2005    | Turchia              |
| 7  | Mirza Lagumdžija | S     | 18 maggio 2001    | Turchia              |
| 8  | Volkan Döne      | L     | 19 febbraio 1987  | Turchia              |
| 9  | Earvin N'Gapeth  | S     | 12 febbraio 1991  | Francia              |
| 10 | Tuna Uzunkol     | C     | 17 settembre 2004 | Turchia              |
| 12 | İzzet Ünver      | S     | 1º gennaio 1992   | Turchia              |
| 13 | Micah Maʻa       | P     | 16 aprile 1997    | Stati Uniti          |
| 14 | Nimir Abdel-Aziz | O     | 5 febbraio 1992   | Paesi Bassi          |
| 17 | Doğukan Ulu      | C     | 30 ottobre 1995   | Turchia              |
| 19 | Serhat Coşkun    | O     | 18 luglio 1987    | Turchia              |
| 20 | Emre Tayaz       | C     | 20 marzo 1998     | Turchia              |
| 89 | Jay Blankenau    | P     | 27 settembre 1989 | Canada               |

## Mercato
| Acquisti                               | Acquisti         | Acquisti              | Acquisti   |
| R.                                     | Nome             | da                    | Modalità   |
| -------------------------------------- | ---------------- | --------------------- | ---------- |
| S                                      | Earvin N'Gapeth  | Modena                | definitivo |
| S                                      | John Perrin      | Lokomotiv Novosibirsk | definitivo |
| S                                      | İzzet Ünver      | Fenerbahçe            | definitivo |
| C                                      | Tuna Uzunkol     | Tarım Kredi           | definitivo |
| Trasferimenti nel corso della stagione |                  |                       |            |
| P                                      | Jay Blankenau    | PAOK                  | definitivo |
| P                                      | Hüseyin Duman    | Tarım Kredi           | definitivo |
| S                                      | Mirza Lagumdžija | Arkas                 | definitivo |

| Cessioni                               | Cessioni         | Cessioni   | Cessioni   |
| R.                                     | Nome             | a          | Modalità   |
| -------------------------------------- | ---------------- | ---------- | ---------- |
| C                                      | Mustafa Koç      | Guaguas    | definitivo |
| S                                      | Nicolás Bruno    | Spor Toto  | definitivo |
| S                                      | Oğuzhan Doğruluk | Alanya     | definitivo |
| S                                      | Yiğit Gülmezoğlu | Fenerbahçe | definitivo |
| Trasferimenti nel corso della stagione |                  |            |            |
| S                                      | Yiğit Aslan      | Hatay BB   | definitivo |

### Efeler Ligi

#### Girone di andata
| 1ª giornata - 18 ottobre 2023 Başkent Voleybol Salonu, Ankara           | Halkbank    | 3 - 2 | Ziraat Bankası | 25-19, 22-25, 25-22, 22-25, 16-14 |
| 2ª giornata - 22 ottobre 2023 Başkent Voleybol Salonu, Ankara           | Spor Toto   | 0 - 3 | Halkbank       | 23-25, 11-25, 18-25               |
| 3ª giornata - 8 novembre 2023 Başkent Voleybol Salonu, Ankara           | Halkbank    | 3 - 1 | Arkas          | 25-22, 25-19, 23-25, 25-22        |
| 4ª giornata - 29 ottobre 2023 Adilcevaz Kapalı Spor Salonu, Adilcevaz   | Türşad      | 1 - 3 | Halkbank       | 21-25, 25-23, 19-25, 16-25        |
| 5ª giornata - 5 novembre 2023 Başkent Voleybol Salonu, Ankara           | Halkbank    | 3 - 0 | Cizre          | 25-18, 25-18, 32-30               |
| 6ª giornata - 12 novembre 2023 Şehit Murat Kocatürk Spor Salonu, Develi | Develi      | 1 - 3 | Halkbank       | 17-25, 15-25, 27-25, 22-25        |
| 7ª giornata - 15 novembre 2023 Başkent Voleybol Salonu, Ankara          | Halkbank    | 3 - 0 | Akkuş          | 25-19, 25-16, 25-23               |
| 8ª giornata - 19 novembre 2023 Şehit Okan Dinçer Spor Salonu, Bigadiç   | Bigadiç     | 0 - 3 | Halkbank       | 20-25, 27-29, 13-25               |
| 9ª giornata - 26 novembre 2023 Başkent Voleybol Salonu, Ankara          | Halkbank    | 3 - 0 | Bursa BB       | 25-19, 25-15, 25-21               |
| 10ª giornata - 2 dicembre 2023 Başkent Voleybol Salonu, Ankara          | Alanya      | 0 - 3 | Halkbank       | 23-25, 24-26, 22-25               |
| 11ª giornata - 27 dicembre 2023 Başkent Voleybol Salonu, Ankara         | Halkbank    | 3 - 2 | Hatay BB       | 25-22, 23-25, 23-25, 25-14, 15-12 |
| 12ª giornata - 17 dicembre 2023 Burhan Felek Spor Salonu, Istanbul      | Galatasaray | 1 - 3 | Halkbank       | 18-25, 15-25, 25-19, 18-25        |
| 13ª giornata - 24 dicembre 2023 Başkent Voleybol Salonu, Ankara         | Halkbank    | 3 - 0 | Fenerbahçe     | 25-20, 26-24, 25-19               |

#### Girone di ritorno
| 14ª giornata - 6 gennaio 2024 Başkent Voleybol Salonu, Ankara     | Ziraat Bankası | 2 - 3 | Halkbank    | 25-21, 21-25, 17-25, 25-14, 10-15 |
| 15ª giornata - 13 gennaio 2024 Başkent Voleybol Salonu, Ankara    | Halkbank       | 3 - 0 | Spor Toto   | 25-20, 25-14, 27-25               |
| 16ª giornata - 21 gennaio 2024 Atatürk Voleybol Salonu, Smirne    | Arkas          | 2 - 3 | Halkbank    | 25-22, 22-25, 25-18, 18-25, 21-23 |
| 17ª giornata - 27 gennaio 2024 Başkent Voleybol Salonu, Ankara    | Halkbank       | 3 - 0 | Türşad      | 25-19, 25-17, 25-18               |
| 18ª giornata - 3 febbraio 2024 Cizre 100. Yıl Spor Salonu, Cizre  | Cizre          | 1 - 3 | Halkbank    | 22-25, 23-25, 25-20, 22-25        |
| 19ª giornata - 10 febbraio 2024 Başkent Voleybol Salonu, Ankara   | Halkbank       | 3 - 1 | Develi      | 25-16, 25-18, 24-26, 25-22        |
| 20ª giornata - 17 febbraio 2024 Ünye Kapalı Spor Salonu, Ünye     | Akkuş          | 0 - 3 | Halkbank    | 18-25, 15-25, 14-25               |
| 21ª giornata - 24 febbraio 2024 Başkent Voleybol Salonu, Ankara   | Halkbank       | 3 - 0 | Bigadiç     | 25-12, 25-16, 25-16               |
| 22ª giornata - 2 marzo 2024 Cengiz Göllü Voleybol Salonu, Bursa   | Bursa BB       | 0 - 3 | Halkbank    | 17-25, 27-29, 19-25               |
| 23ª giornata - 6 marzo 2024 Süleyman Evcilmen Spor Salonu, Adalia | Halkbank       | 3 - 1 | Alanya      | 22-25, 25-19, 25-22, 25-18        |
| 24ª giornata - 9 marzo 2024 Antakya Kapalı Spor Salonu, Antiochia | Hatay BB       | 0 - 3 | Halkbank    | 11-25, 20-25, 17-25               |
| 25ª giornata - 16 marzo 2024 Başkent Voleybol Salonu, Ankara      | Halkbank       | 3 - 0 | Galatasaray | 25-16, 25-21, 25-21               |
| 26ª giornata - 23 marzo 2024 Burhan Felek Spor Salonu, Istanbul   | Fenerbahçe     | 3 - 1 | Halkbank    | 25-19, 26-28, 25-22, 25-22        |

#### Play-off scudetto
| Semifinali (gara 1) - 2 aprile 2024 Başkent Voleybol Salonu, Ankara    | Halkbank    | 3 - 0 | Galatasaray | 25-15, 25-19, 25-17        |
| Semifinali (gara 2) - 5 aprile 2024 Burhan Felek Spor Salonu, Istanbul | Galatasaray | 1 - 3 | Halkbank    | 25-23, 15-25, 23-25, 19-25 |
| Finale (gara 1) - 11 aprile 2024 Başkent Voleybol Salonu, Ankara       | Halkbank    | 3 - 1 | Fenerbahçe  | 25-17, 20-25, 25-19, 25-16 |
| Finale (gara 2) - 14 aprile 2024 Burhan Felek Spor Salonu, Istanbul    | Fenerbahçe  | 1 - 3 | Halkbank    | 22-25, 19-25, 25-21, 20-25 |
| Finale (gara 3) - 17 aprile 2024 Başkent Voleybol Salonu, Ankara       | Halkbank    | 3 - 0 | Fenerbahçe  | 25-19, 25-18, 25-19        |

### Coppa di Turchia
| Quarti di finale - 13 febbraio 2024 Başkent Voleybol Salonu, Ankara | Halkbank | 3 - 0 | Alanya     | 25-20, 25-14, 25-21        |
| Semifinali - 26 marzo 2024 Cengiz Göllü Voleybol Salonu, Bursa      | Halkbank | 3 - 1 | Fenerbahçe | 25-12, 25-16, 20-25, 26-24 |
| Finale - 27 marzo 2024 Cengiz Göllü Voleybol Salonu, Bursa          | Arkas    | 1 - 3 | Halkbank   | 25-23, 23-25, 26-28, 23-25 |

### Supercoppa turca
| Finale - 1º novembre 2023 Başkent Voleybol Salonu, Ankara | Ziraat Bankası | 3 - 1 | Halkbank | 22-25, 31-29, 25-19, 25-23 |

### Champions League

#### Fase a gironi
| 1ª giornata - 22 novembre 2023 PalaBanca, Piacenza             | You Energy     | 1 - 3 | Halkbank       | 19-25, 18-25, 25-19, 21-25        |
| 2ª giornata - 29 novembre 2023 Başkent Voleybol Salonu, Ankara | Halkbank       | 3 - 2 | Charlottenburg | 19-25, 25-21, 19-25, 29-27, 15-10 |
| 3ª giornata - 17 gennaio 2024 Pavilhão da Luz Nº 2, Lisbona    | Benfica        | 2 - 3 | Halkbank       | 21-25, 25-19, 25-18, 18-25, 13-15 |
| 4ª giornata - 20 dicembre 2023 Max-Schmeling-Halle, Berlino    | Charlottenburg | 3 - 0 | Halkbank       | 25-22, 25-23, 25-22               |
| 5ª giornata - 10 gennaio 2024 Başkent Voleybol Salonu, Ankara  | Halkbank       | 0 - 3 | You Energy     | 19-25, 23-25, 19-25               |
| 6ª giornata - 14 dicembre 2023 Başkent Voleybol Salonu, Ankara | Halkbank       | 3 - 0 | Benfica        | 25-17, 25-23, 25-16               |

#### Fase a eliminazione diretta
| Play-off (andata) - 31 gennaio 2024 Hala Azoty, Kędzierzyn-Koźle                | ZAKSA    | 3 - 2 | Halkbank | 21-25, 25-22, 25-21, 16-25, 15-12 |
| Play-off (ritorno) - 7 febbraio 2024 Başkent Voleybol Salonu, Ankara            | Halkbank | 3 - 0 | ZAKSA    | 32-30, 25-21, 25-22               |
| Quarti di finale (andata) - 21 febbraio 2024 Başkent Voleybol Salonu, Ankara    | Halkbank | 1 - 3 | Lube     | 21-25, 21-25, 27-25, 22-25        |
| Quarti di finale (ritorno) - 28 febbraio 2024 PalaCivitanova, Civitanova Marche | Lube     | 3 - 1 | Halkbank | 25-23, 20-25, 25-15, 25-23        |

### Campionato mondiale

#### Fase a gironi
| 1ª giornata - 6 dicembre 2023 Koramangala Indoor Stadium, Bangalore | Halkbank | 0 - 3 | Suntory Sunbirds | 23-25, 23-25, 16-25 |
| 2ª giornata - 8 dicembre 2023 Koramangala Indoor Stadium, Bangalore | Halkbank | 3 - 0 | Sada             | 26-24, 25-18, 28-26 |

#### Fase a eliminazione diretta
| Semifinale - 9 dicembre 2023 Koramangala Indoor Stadium, Bangalore       | Sir Safety Perugia | 3 - 0 | Halkbank         | 25-14, 25-16, 31-29               |
| Finale 3º posto - 10 dicembre 2023 Koramangala Indoor Stadium, Bangalore | Halkbank           | 2 - 3 | Suntory Sunbirds | 25-17, 25-23, 21-25, 19-25, 12-15 |

## Statistiche

### Statistiche di squadra
| Competizione        | Punti | In casa | In casa | In casa | In trasferta | In trasferta | In trasferta | Totale | Totale | Totale |
| Competizione        | Punti | G       | V       | P       | G            | V            | P            | G      | V      | P      |
| ------------------- | ----- | ------- | ------- | ------- | ------------ | ------------ | ------------ | ------ | ------ | ------ |
| Efeler Ligi         | 71    | 16      | 16      | 0       | 15           | 14           | 1            | 31     | 30     | 1      |
| Coppa di Turchia    | -     | 1       | 1       | 0       | 0            | 0            | 0            | 3      | 3      | 0      |
| Supercoppa turca    | -     | -       | -       | -       | -            | -            | -            | 1      | 0      | 1      |
| Champions League    | 10    | 5       | 3       | 2       | 5            | 2            | 3            | 10     | 5      | 5      |
| Campionato mondiale | 3     | -       | -       | -       | -            | -            | -            | 4      | 1      | 3      |
| Totale              | -     | 22      | 20      | 2       | 20           | 16           | 4            | 49     | 39     | 10     |

G = partite giocate; V = partite vinte; P = partite perse

### Statistiche dei giocatori
| Giocatore     | Campionato | Campionato | Campionato | Campionato | Campionato | Coppa di Turchia | Coppa di Turchia | Coppa di Turchia | Coppa di Turchia | Coppa di Turchia | Supercoppa turca | Supercoppa turca | Supercoppa turca | Supercoppa turca | Supercoppa turca | Champions League | Champions League | Champions League | Champions League | Champions League | Campionato mondiale | Campionato mondiale | Campionato mondiale | Campionato mondiale | Campionato mondiale | Totale | Totale | Totale | Totale | Totale |
| Giocatore     | P          | PT         | AV         | MV         | BV         | P                | PT               | AV               | MV               | BV               | P                | PT               | AV               | MV               | BV               | P                | PT               | AV               | MV               | BV               | P                   | PT                  | AV                  | MV                  | BV                  | P      | PT     | AV     | MV     | BV     |
| ------------- | ---------- | ---------- | ---------- | ---------- | ---------- | ---------------- | ---------------- | ---------------- | ---------------- | ---------------- | ---------------- | ---------------- | ---------------- | ---------------- | ---------------- | ---------------- | ---------------- | ---------------- | ---------------- | ---------------- | ------------------- | ------------------- | ------------------- | ------------------- | ------------------- | ------ | ------ | ------ | ------ | ------ |
| N. Abdel-Aziz | 28         | 569        | 455        | 38         | 76         | 3                | 67               | 55               | 6                | 6                | 1                | 21               | 18               | 1                | 2                | 10               | 198              | 159              | 15               | 25               | 4                   | 45                  | 40                  | 2                   | 3                   | 46     | 900    | 727    | 62     | 112    |
| Y. Aslan      | 2          | 2          | 2          | 0          | 0          | -                | -                | -                | -                | -                | 1                | 0                | 0                | 0                | 0                | -                | -                | -                | -                | -                | 4                   | 0                   | 0                   | 0                   | 0                   | 7      | 2      | 2      | 0      | 0      |
| J. Blankenau  | 6          | 8          | 6          | 1          | 1          | 1                | 0                | 0                | 0                | 0                | -                | -                | -                | -                | -                | 3                | 0                | 0                | 0                | 0                | -                   | -                   | -                   | -                   | -                   | 10     | 8      | 6      | 1      | 1      |
| S. Coşkun     | 12         | 85         | 75         | 5          | 5          | 0                | 0                | 0                | 0                | 0                | 1                | 0                | 0                | 0                | 0                | 1                | 0                | 0                | 0                | 0                | 0                   | 0                   | 0                   | 0                   | 0                   | 14     | 85     | 75     | 5      | 5      |
| V. Döne       | 28         | 0          | 0          | 0          | 0          | 3                | 0                | 0                | 0                | 0                | 1                | 0                | 0                | 0                | 0                | 10               | 1                | 1                | 0                | 0                | 4                   | 0                   | 0                   | 0                   | 0                   | 46     | 1      | 1      | 0      | 0      |
| H. Duman      | 11         | 3          | 0          | 0          | 3          | 2                | 0                | 0                | 0                | 0                | -                | -                | -                | -                | -                | -                | -                | -                | -                | -                | -                   | -                   | -                   | -                   | -                   | 13     | 3      | 0      | 0      | 3      |
| A. Ekşi       | 8          | 7          | 0          | 3          | 4          | -                | -                | -                | -                | -                | 1                | 1                | 0                | 0                | 1                | 4                | 0                | 0                | 0                | 0                | -                   | -                   | -                   | -                   | -                   | 13     | 8      | 0      | 3      | 5      |
| D. İvgen      | 16         | 0          | 0          | 0          | 0          | 0                | 0                | 0                | 0                | 0                | 0                | 0                | 0                | 0                | 0                | 3                | 0                | 0                | 0                | 0                | 0                   | 0                   | 0                   | 0                   | 0                   | 19     | 0      | 0      | 0      | 0      |
| M. Lagumdžija | 26         | 260        | 207        | 40         | 13         | 3                | 37               | 28               | 4                | 5                | -                | -                | -                | -                | -                | 10               | 45               | 36               | 7                | 2                | 4                   | 4                   | 2                   | 2                   | 0                   | 43     | 346    | 273    | 53     | 20     |
| M. Matić      | 22         | 169        | 115        | 39         | 15         | 3                | 22               | 12               | 8                | 2                | 1                | 8                | 7                | 1                | 0                | 10               | 76               | 49               | 24               | 3                | 4                   | 32                  | 26                  | 6                   | 0                   | 40     | 307    | 209    | 78     | 20     |
| M. Maʻa       | 30         | 94         | 35         | 27         | 32         | 3                | 10               | 6                | 1                | 3                | 1                | 2                | 1                | 0                | 1                | 10               | 25               | 14               | 5                | 6                | 4                   | 12                  | 6                   | 6                   | 0                   | 48     | 143    | 62     | 39     | 42     |
| E. N'Gapeth   | 23         | 266        | 222        | 21         | 23         | 3                | 35               | 26               | 1                | 8                | 1                | 21               | 20               | 0                | 1                | 10               | 121              | 101              | 12               | 8                | 4                   | 50                  | 43                  | 5                   | 2                   | 41     | 493    | 412    | 39     | 42     |
| J. Perrin     | 19         | 178        | 152        | 19         | 7          | 1                | 0                | 0                | 0                | 0                | 1                | 4                | 4                | 0                | 0                | 10               | 80               | 67               | 8                | 5                | 4                   | 44                  | 39                  | 3                   | 2                   | 35     | 306    | 262    | 30     | 14     |
| E. Tayaz      | 27         | 169        | 116        | 45         | 8          | 3                | 19               | 13               | 4                | 2                | 1                | 4                | 5                | 0                | 0                | 7                | 46               | 26               | 19               | 1                | 3                   | 1                   | 1                   | 0                   | 0                   | 41     | 239    | 161    | 68     | 11     |
| D. Ulu        | 18         | 107        | 67         | 37         | 3          | 3                | 8                | 5                | 3                | 0                | 1                | 0                | 0                | 0                | 0                | 5                | 20               | 15               | 5                | 0                | 4                   | 20                  | 16                  | 4                   | 0                   | 31     | 155    | 103    | 49     | 3      |
| İ. Ünver      | 27         | 65         | 59         | 5          | 1          | 3                | 1                | 1                | 0                | 0                | 1                | 3                | 3                | 0                | 0                | 5                | 1                | 0                | 1                | 0                | 1                   | 0                   | 0                   | 0                   | 0                   | 37     | 70     | 63     | 6      | 1      |
| T. Uzunkol    | 9          | 9          | 3          | 4          | 2          | 0                | 0                | 0                | 0                | 0                | 0                | 0                | 0                | 0                | 0                | 0                | 0                | 0                | 0                | 0                | 0                   | 0                   | 0                   | 0                   | 0                   | 9      | 9      | 3      | 4      | 2      |

P = presenze; PT = punti totali; AV = attacchi vincenti; MV = muri vincenti; BV = battute vincenti